# Kanton Vertus
Der Kanton Vertus war von 1790 bis 2015 ein französischer Wahlkreis im Arrondissement Châlons-en-Champagne, im Département Marne und in der Region Champagne-Ardenne; sein Hauptort war die ehemalige Gemeinde Vertus.
Der Kanton Vertus war 345,02 km² groß und hatte 6442 Einwohner (Stand 1999).

## Gemeinden
Der Kanton bestand aus 22 Gemeinden:
| Gemeinde                       | Einwohner Jahr | Fläche km² | Bevölkerungsdichte | Code INSEE | Postleitzahl |
| ------------------------------ | -------------- | ---------- | ------------------ | ---------- | ------------ |
| Bergères-lès-Vertus            | 603 (2013)     | –          | – Einw./km²        | 51049      | 51130        |
| Chaintrix-Bierges              | 317 (2013)     | –          | – Einw./km²        | 51107      | 51130        |
| Clamanges                      | 230 (2013)     | –          | – Einw./km²        | 51154      | 51130        |
| Val-des-Marais                 | 568 (2013)     | –          | – Einw./km²        | 51158      | 51130        |
| Écury-le-Repos                 | 70 (2013)      | –          | – Einw./km²        | 51226      | 51130        |
| Étréchy                        | 119 (2013)     | –          | – Einw./km²        | 51239      | 51130        |
| Germinon                       | 160 (2013)     | –          | – Einw./km²        | 51268      | 51130        |
| Givry-lès-Loisy                | 88 (2013)      | –          | – Einw./km²        | 51273      | 51130        |
| Loisy-en-Brie                  | 204 (2013)     | –          | – Einw./km²        | 51327      | 51130        |
| Pierre-Morains                 | 97 (2013)      | –          | – Einw./km²        | 51430      | 51130        |
| Pocancy                        | 167 (2013)     | –          | – Einw./km²        | 51435      | 51130        |
| Rouffy                         | 108 (2013)     | –          | – Einw./km²        | 51469      | 51130        |
| Saint-Mard-lès-Rouffy          | 166 (2013)     | –          | – Einw./km²        | 51499      | 51130        |
| Soulières                      | 138 (2013)     | –          | – Einw./km²        | 51558      | 51130        |
| Trécon                         | 74 (2013)      | –          | – Einw./km²        | 51578      | 51130        |
| Vélye                          | 176 (2013)     | –          | – Einw./km²        | 51603      | 51130        |
| Vert-Toulon                    | 293 (2013)     | –          | – Einw./km²        | 51611      | 51130        |
| Vertus                         | 2.444 (2013)   | –          | – Einw./km²        | 51612      | 51130        |
| Villeneuve-Renneville-Chevigny | 312 (2013)     | –          | – Einw./km²        | 51627      | 51130        |
| Villeseneux                    | 234 (2013)     | –          | – Einw./km²        | 51638      | 51130        |
| Voipreux                       | 233 (2013)     | –          | – Einw./km²        | 51651      | 51130        |
| Vouzy                          | 298 (2013)     | –          | – Einw./km²        | 51655      | 51130        |